# Die große Lüge
Die große Lüge (OT: A Stolen Life) ist ein US-amerikanisches Spielfilmdrama aus dem Jahre 1946 mit Bette Davis in der Haupt(doppel)rolle, die ihn auch produzierte. Der Film basiert auf einem Roman von Margaret Buell Wilder und wurde von Curtis Bernhardt inszeniert. 
Der Film wurde von dem Verleiher Warner Bros. verliehen und in den Studios  B.D. Production gedreht. Der Film ist ein Remake des britischen Films Stolen Life aus dem Jahre 1939 mit Elisabeth Bergner und Michael Redgrave.

## Handlung
Kate Bosworth ist eine ernsthafte und verschlossene Künstlerin. Sie verbringt den Sommer in Martha’s Vineyard, wo sie sich in den attraktiven Bill Emerson, der im Hafen arbeitet, verliebt. Sie ist dabei, mit ihrem Segelboot nach New England fahren, wo sie Zwillingsschwester Patricia und Cousin Freddie treffen will.
Die mannstolle, manipulative Schwester Patricia täuscht Bill vor, Kate zu sein. Sie verbringt mit ihm eine Kurzreise und teilt danach Kate mit, dass sie beide heiraten werden. Kate ist am Boden zerstört. Von der Zuneigung des Künstlers Karnock ihr gegenüber will sie nichts wissen.
Bill und Patricia heiraten und eine Weile vergeht. Bill reist nach Chile, was Kate zum Anlass nimmt, ihre Schwester zu besuchen. Kate und Patricia sehen sich das erste Mal seit der Hochzeit wieder und segeln zusammen. Bei einem Sturm werden beide über Bord gespült. Kate überlebt, während Pat ertrinkt. Kate schlüpft nun in die Identität ihrer Schwester und setzt die Ehe mit Bill fort. Dieser hatte aber schon länger vor, sich von der untreuen Patricia scheiden zu lassen. Cousin Freddie, der den Rollentausch von Kate bemerkt hat, drängt sie, Bill die Wahrheit zu erzählen. Als Bill schließlich die Wahrheit kennt, realisiert er, dass er in Wahrheit immer Kate geliebt hat, und setzt die Ehe mit ihr fort.

## Kritiken
„Weit hergeholtes Melodram mit gut plazierten Rührungs- und Spannungselementen. (Remake von Träumende Augen", England 1939, Regie: Paul Czinner)"“

## Kommerzielles Ergebnis
Der Film spielte 3 Millionen US-Dollar ein.

## Auszeichnungen
Der Film war für den Oscar in der Kategorie Beste Effekte nominiert. William C. McGann für die visuellen und Nathan Levinson für die tonlichen Effekte.